# Seattle Standard Café
Seattle Standard Café（シアトルスタンダードカフェ）は、日本のバンド。2003年1月4日、石川県金沢市にて結成。略称は「シアスタ」。正式名称の「Café」、「é」は「e」の上に点が付くが、表示できない環境では「Cafe'」と表記される。北陸を代表するロックバンドとして地元から多大な支持を得ているご当地バンド。2004年にSAのNAOKI（ex.COBRA/LAUGHIN'NOSE/DOG FIGHT)をプロデューサーに迎え、宝島社STREET ROCK FILE Recordsより1stアルバム「Seattle Standard Café」でメジャーデビュー。結成から一度のメンバーチェンジや脱退も無く17年目を迎えた稀少なグループ。現在の所属事務所はアンサー・エンタテインメント。

## 概要
ボーカルの中新賢人は富山県立小杉高等学校在学時代から本格的にバンド活動を始め、18歳の頃に金沢にある音楽・映像の専門学校に入学。勉強をしながら、金沢の老舗ライブハウス「vanvanV4」で働くようになり、中田ヤスタカ、nishi-ken等と交友関係を持つことになる。そこでギターの木多良介、ドラムの加納正喜と出会い、「北陸から世界へ」という地元密着の精神をテーマに、2003年1月4日に「Seattle Standard Café」を結成する。独自の音楽コンセプトとして金沢から発信する「加賀百万石ロックスタイル」を提唱する。バンド名の由来は「カッコいい響きの横文字を並べようとメンバーでワードを出し合って繋げたもの。大切にしたかったのは、音楽やエンタメを気軽に楽しんでほしいというメッセージ。マーケットやカフェ、人が集まって気軽に楽しめる場所、身近な存在を意味する言葉を入れた。」と後に語る。アーティスト独特の“こだわり”とか“マニアックさ”ではなく、老若男女誰にでも分かりやすく楽しんでもらえる音楽を目指している。
2003年の夏、結成して間もなく初の全国ツアーを決行。2004年にSAのNAOKI（ex.COBRA/LAUGHIN'NOSE/DOG FIGHT)をプロデューサーに迎え、宝島社STREET ROCK FILE Recordsより1stアルバム「Seattle Standard Café」でメジャーデビュー（徳間ジャパンコミュニケーションズ）。
2005年の夏、北は北海道、南は沖縄までを網羅する「全国47都道府県LIVEツアー」を敢行し、日本一周の旅を完走。全ての都道府県に確実に足跡を残した。
2007年の夏、自身二度目となる日本全周ライブツアー「本気で、再び!?全国47都道府県に行っちゃいます☆★ツアー」を完走。
2010年に韓国や台湾にて日本語と朝鮮語、中国語(北京語)の混合アルバムを発表し、両国にてメジャーデビューを果たす。アルバムリリースに伴い主要都市を周るライブツアーを行う。台湾最大級のロックフェスティバル、「搖滾台中樂團節Rock In Taichung」メインステージに出演。バンド史上最大のビックステージ、２万人の前で熱演を果たす。
2009年、初の海外ツアーとなる中華人民共和国、上海ツアーを敢行。
2012年に中国大陸、台湾、香港、マカオを廻るライブツアー「シアスタ東アジアツアー2012」を行う。日中関係の悪化による数カ所の公演中止等も乗り越え、東アジアの絆を深めるべく奔走する。国境を越え大切な仲間達と出逢う。
2013年にプロサッカーチーム「ツエーゲン金沢」の公式応援ソング「ツエーゲンのテーマ」を発表。地元石川県より、メンバー５人揃って石川県の「いしかわ観光特使」に任命される。
2014年に石川県より依頼を受け「北陸新幹線」金沢開業PRソング「かがやき」を製作。
2015年、金沢市市長より依頼を受け「金沢マラソン」公式応援ソング「風になれ」を制作。
2016年までに、地元のプロバレーボールチーム「PFUブルーキャッツ」、地元のソウルフード金沢カレーの元祖「カレーのチャンピオン」の公式テーマソング等、多数のタイアップ曲を手掛ける。
現在、自治体や地元企業とのタイアップやCM楽曲を中心に制作、ライブ活動を展開している。

## メンバー
| 名前                        | 生年月日               | 血液型 | 出身地             | 担当                   | 補足                                                              |
| --------------------------- | ---------------------- | ------ | ------------------ | ---------------------- | ----------------------------------------------------------------- |
| 中新 賢人 なかしん まさと   | 1982年11月15日（42歳） | B型    | 富山県富山市       | Vocal                  | 作詞・作曲家、「ほくりくアイドル部」「Jumpin'」総合プロデューサー |
| 木多 良介 きだ りょうすけ   | 1984年11月3日（40歳）  | AB型   | 石川県金沢市       | Guitar                 | 金沢市内で「DINNING BAR GREEN」経営                               |
| 川本 将史 かわもと まさふみ | 1985年1月8日（40歳）   | O型    | 石川県白山市       | Manipulator&Guitar     | 山形県酒田市在住。作詞・作曲・編曲家                              |
| 村井 渉 むらい わたる       | 1985年6月16日（39歳）  | B型    | 石川県金沢市       | Bass                   | 金沢市内でラーメン屋「味噌専門 麺屋 大河」「麺屋 渉」経営         |
| 加納 正喜 かのう まさき     | 1984年4月24日（40歳）  | B型    | 石川県金沢市       | Drums                  | 会社員                                                            |
| MOMO もも                   | 1983年9月18日（41歳）  | AB型   | 大韓民国大田広域市 | Vocal サポートメンバー | クリエイター                                                      |

## ディスコグラフィー

### シングル
| # | 発売日        | タイトル                  | 収録曲                                                                                       | 品番      | 備考                         |
| - | ------------- | ------------------------- | -------------------------------------------------------------------------------------------- | --------- | ---------------------------- |
| 1 | 2011年9月16日 | ROCK'N'ROLL LIFE          | 1. Rock'n'roll Life 2. 距離 3. 言わなくちゃ                                                  | SSCR-0003 |                              |
| 2 | 2012年3月31日 | たとえ 一億人が笑ったって | 1. たとえ 一億人が笑ったって 2. ポラリス 3. GOOD LUCK!!                                      | SSCR-0004 |                              |
| 3 | 2015年2月25日 | I♥金沢（アイラブ金沢）    | 1. ツエーゲンのテーマ 2. ツエーゲンのテーマ～静かなる闘志～ 3. SHINING（ツエーゲン金沢ver.） | AENT-0001 | ツエーゲン金沢公式応援ソング |
| 4 | 2015年2月25日 | I♥石川（アイラブ石川）    | 1. 「かがやき」～エピソード1～ 2. 「かがやき」～エピソード2～ 3. 「かがやき」～エピソード3～ | AENT-0002 | 北陸新幹線金沢開業PRソング   |

### アルバム
| # | 発売日         | タイトル                 | 収録曲 | 品番      | 備考 |
| - | -------------- | ------------------------ | --- | --------- | --- |
| 1 | 2004年7月22日  | Seattle Standard Café    | 1. ONE TICKET TO YOU 2. スケッチブック 3. 戻らない道の途中で 4. FRIENDS 5. SOMEDAY 6. ピーターパンシンドローム 7. NAHHH!! 8. Wait&Go 9. 最終電車 10. Winner’s ring 11. LETTER 12. YOU AND ME | MECR-2012 | 「SA」NAOKI（ex.COBRA/LAUGHIN'NOSE/DOG FIGHT）プロデュース。 「宝島社STREET ROCK FILE Records」よりデビュー 1st Full Album |
| 2 | 2007年9月12日  | Seattle Standard Café 2  | 1. ロングバケーション 2. A Whole New World 3. MARIA 4. BGM 5. 高気圧GIRL 6. GET UP KIDS 7. the Forth Avenue Cafe 8. 八月二日 9. 今日のバイバイ 10. シャッターチャンス!! 11. サンキュ 12. 片町☆ベイベー | IKCF-1001 | 京都発浴衣ロックバンド「鴨川(目崎清虎)」がサウンドプロデューサー 2nd Full Album                                            |
| 3 | 2009年11月15日 | YOU                      | 1. カラフル 2. FREAK'S 3. yurayura 4. Today 5. トランペットとハート型のアンプリファー 6. The Terminal 7. 隣り合わせになれたら | SSCR-0001 | 初のセルフプロデュース作品、自身のレーベル「シアスタ・レコーズ」より発表 1st Mini Album                                    |
| 4 | 2010年5月12日  | チング                   | 1. チング 2. COLORFUL (朝鮮語Ver.) 3. Today (MOMO 朝鮮語Ver.) 4. トランペットとハート型のアンプリファー (朝鮮語Ver.) 5. FREAK'S 6. yurayura 7. The Terminal 8. 隣り合わせになれたら 9. Today (MASATO Ver.) | MBMC-0110 | 韓国のメジャーレコード会社「Mirrorball music」より発売 大韓民国 1st Album                                                  |
| 5 | 2010年7月12日  | 朋友(パンヨウ)           | 1. 朋友(パンヨウ) 2. Today(MOMO Ver.) ※中文 3. The Terminal ※中文 4. 如果在身旁的話(隣り合わせになれたら) ※中文 5. Colorful 6. FREAK'S 7. yurayura 8. 喇叭與心型擴音器(トランペットとハート型のアンプリファー) 9. Today(MASATO Ver.) | EME-003   | 台湾のメジャーレコード会社「Himalaya Records」より発売 台湾 1st Album                                                      |
| 6 | 2013年5月25日  | Seattle Standard Café 3  | 1. たとえ 一億人が笑ったって 2. SHINING 3. Rock'n'roll Life 4. 迎えにいくよ 5. 曖昧YOU & I 6. 小さな奇跡 7. When You Wish Upon a Star 8. 恋は盲目 9. ミュージックモンスター 10. and-good-bye 11. Rainbow 12. ラヴソング | SSCR-0007 | バンド結成10周年を迎えた6年ぶりとなるフルアルバム 3rd Full Album                                                           |
| 7 | 2013年10月6日  | シアスタBEST！ 2003-2013 | 1. 金沢から音楽と笑顔を 2. スケッチブック 3. 戻らない道の途中で 4. AGAIN 5. ロングバケーション 6. 高気圧GIRL 7. シャッターチャンス!! 8. カラフル 9. Today 10. 친구 11. 朝 12. 言わなくちゃ (Single ver.) 13. GOOD LUCK!! 14. Blue Story ～めぐり逢えたら～ 15. NAHHH!!                                                                                | SSCR-0009 | シアスタ結成10周年ベストアルバム BEST Album                                                                                |
| 8 | 2015年11月11日 | Seattle Standard Café 4  | 1. タイムマシンにドキドキをあずけて 2. 新しい一歩 3. かがやき【北陸新幹線 金沢開業PRソング】 4. ツエーゲンのテーマ (シアスタ ver.) 5. S 6. ユメラルド 7. 12112 8. step by step 9. GLAMOROUS 10. わがままsunset 11. ポラリス 12. 距離 13. 曲がり角 14. AMBITIOUS 15. ありがとう※初回限定盤ボーナストラック 16. 風になれ【金沢マラソン 公式応援ソング】 | AENT-0007 | 地元北陸に所縁のある作編曲家・プロデューサーから楽曲提供を受ける 4th Full Album                                            |
| 9 | 2019年5月29日  | Seattle Standard Café 5  | 1. ロックバンド 2. Glorydays 3. ミライキタイシタイ 4. My first day 5. TAKE ON! TAKE OFF! 6. 好きになってもいいかい 7. HAPPY GO LUCKY 8. YOU 9. MY LIFE MY LOVE 〜さんぱつやグループのテーマ〜 10. チャンカレのテーマ 11. 絶好調Wのテーマ 〜君となら絶好調〜 12. Blue Pride 〜V.LEAGUE OP remix〜 13. ありがとうを君に。                               | -         | 無料ダウンロード 5th Full Album                                                                                            |

## 略歴

### 2003年
- 1月4日結成。Vo.Ba中新(富山県出身)が中心となり、金沢在住中に知り合ったGt.Cho木多、Dr.Cho加納と共に「北陸から世界へ」という超地元密着スタンスの精神を基盤に、加賀百万石ロックスタイルと自らを称し、世界中を飛び廻る旅に出る。
- 夏、結成半年にして初の全国ツアーへ出発。全19本のLIVEを熱演。ツアーファイナル２DAYSでは350人を動員。

### 2004年
- SAのNAOKI（ex.COBRA/LAUGHIN'NOSE/DOG FIGHT）をプロデューサーに迎え、宝島社STREET ROCK FILE Recordsより1stアルバム「Seattle Standard Café」でメジャーデビュー。
- 同時発売のオムニバスアルバム「STREET ROCK FILE THE BEST 2」に、ELLEGARDEN/マキシマム ザ ホルモン/藍坊主 等のバンドと共に参加。

### 2005年
- 日本全都道府県ライブツアー「本気で、全国47都道府県に行っちゃいますツアー」敢行。
- サポートギターとして共に旅をした、Gt.Cho川本将史を正式メンバーとして迎える。

### 2006年
- バンド結成三周年記念ワンマンライブを金沢vanvanV4にて決行。即日SOLD OUTした。
- テレビ朝日系音楽番組「THE STREET FIGHTERS」で、北陸最注目バンドとして紹介。全国人気アーティスト・ランキング3位を獲得。

### 2007年
- バンド結成五周年記念イベント「SEASTA GOLD BLEND」を開催。北陸最大級のイベントホール「８HALL」を満員。
- 地元北陸のCM出演等で話題の複数曲を収録した、2ndアルバム「Seattle Standard Café 2」(京都・鴨川 目崎清虎プロデュース)を発表。
- 自身二度目となる日本全周ライブツアー「本気で、再び!?全国47都道府県に行っちゃいます☆★ツアー」を完走。ツアーファイナルの2DAYS、ワンマンライブも大盛況。

### 2008年
- 「エフエム石川まつり2008」に参加。地元アーティストを代表して、清水翔太、SCANDAL等と共に、石川県中央公園メインステージに出演[10]。
- 「Seattle Standard Café企画!!クリスマスペシャル☆★2DAYS!!」と銘打って、昨年に引き続き2DAYS＆ワンマンライブを企画して満員御礼。

### 2009年
- Ba.cho村井渉が正式加入。新生Seattle Standard Café始動。
- 1st Mini Album「YOU」を自身のレーベル「シアスタ・レコーズ」より発売。
- 11月20日～、初の海外遠征ライブ。中華人民共和国、上海ツアー3DAYS。
- 「Seattle Standard Café企画!!クリスマスペシャル☆★2DAYS!!」満員。

### 2010年
- 金沢市民芸術村パフォーミングスクエアの特設会場にて開催された、石川テレビ開局50周年記念イベント「インディーズバトル北陸2010」ゲスト出演[11]。
- 東京、滋賀、地元金沢にて自主企画・監修イベント「シアスタ☆★東金滋SMiLE JACK!!ツアー」を敢行。
- 2009年の上海ツアーで運命的に出逢った、韓国人ボーカリストMOMOが合流。
- 5月12日、Mirrorball Musicより、韓国メジャーデビューアルバム「チング」を発売。
- 韓国にてシアスタ初の海外自主企画「SMiLE JACK!! IN ソウル」を開催。
- 「台湾縦断ツアー」を決行。自主企画「SMiLE JACK!! IN 台北」を開催。
- 7月12日、Himalaya Recordsより、台湾メジャーデビューアルバム「朋友」を発売。
- 台湾最大のロックフェスティバル「搖滾台中樂團節Rock In Taichung」出演。2万人の前で熱演。

### 2011年
- 地元金沢のサッカークラブツエーゲン金沢（当時JFL）の1万人動員チャレンジデーに参加。ホームスタジアムにて応援LIVEを行う。
- 北陸最大のイベント会場「産業展示館４号館」にて行われた、エンターテイメント総合イベント「Queen of Beauty 2011 COLLECTION」に地元バンド代表として参加。
- 初のシングル「ROCK’N’ROLL LIFE」を自身のレーベル「シアスタ・レコーズ」より発売。全国30カ所リリースツアーを敢行。ツアーファイナルは5年連続となる2DAYS企画！イベント＆ワンマンライブを決行。
- 地元金沢のメインストリート「竪町通り」とのコラボレーションを開始。ウィンターバーゲンのテレビＣＭに「ROCK’N’ROLL LIFE」が起用。

### 2012年
- 2ndシングル「たとえ 一億人が笑ったって」を発売。全国リリースツアーを敢行。
- ツアーファイナル・ワンマン、金沢vanvanV4単独公演をSOLD OUTさせる。
- 求人情報の「Workin」とのコラボレーション企画を展開。「Today」がテーマ曲として採用。
- 台湾のガールズグループ「ELESHA」との、日台合作スプリット・アルバム 「Blue Story」を台湾の音楽レーベル「玩音樂社 Wanna Play Music Ltd Co.」より発表。
- 日本と台湾で同時発売開始。日本の金沢と台湾を繋ぐコラボレーションを実現させる。 CD発売記念ライブを台北「THE WALL」にて行う。
- 中国大陸、台湾、香港、マカオを廻るライブツアー「シアスタ東アジアツアー2012」を決行。
- 地元石川県内最大級キャパシティのライブハウス「金沢AZホール」にて単独公演に挑戦。公演1週間前にしてチケットSOLD OUT。

### 2013年
- シアスタ結成10周年記念コラボレーション企画「文苑堂TSUTAYA×シアスタ」を開始。毎月一回、TSUTAYA金沢本店でインストアライブ＆ファンミーティングを実施。
- 全国各地から有志あるバンドや仲間が大集結！東日本大震災復興支援プロジェクト「NEXX」の第３弾ツアー(全国11カ所)、ツアーファイナル仙台でのフリーライブに、北陸代表として参加。
- 10年分の想いと感謝を込めた、3rdアルバム「Seattle Standard Café 3」を日本全国と台湾全域にて同時リリース！発売記念インストアライブをTSUTAYA金沢本店にて行う。
- ツエーゲン金沢の公認応援ソングを制作。ホームゲームの全てのスタジアムBGMを、シアスタがプロデュースする運びとなる。来場者1万人チャレンジデーにて初披露。
- バンド結成10周年を迎えて、初のベストアルバム「シアスタBEST！ 2003-2013」を発売。
- 「Seattle Standard Café 結成10周年記念、北國新聞赤羽ホール単独公演」を開催。チケットSOLD OUT（来場者数574人）。
- シアスタの地元石川県より、メンバー5人揃って「いしかわ観光特使」に任命、委嘱される[1]。

### 2014年
- J3リーグ（Jリーグにおける3部リーグ）が発足。地元のプロサッカーチーム「ツエーゲン金沢」のホーム開幕戦にて、公認応援ソング「ツエーゲンのテーマ」をサポーターと熱唱。
- いしかわ観光特使のシアスタが歌う、北陸新幹線応援ソング（石川県公認）「かがやき ～北陸新幹線 金沢開業PRソング～」を発表。
- 石川県産業展示館3号館4号館にて行われた「百万石音楽祭2014 ～ミリオンロックフェスティバル～」に出演。10-FEET、氣志團、サンボマスター等の豪華バンドと参戦[12]。
- 「ツエーゲン金沢」J2昇格をかけた試合のハーフタイムショーにて、1万人を超えるスタジアムで「ツエーゲンのテーマ」を熱演。
- 石川県金沢市からの依頼を受け、2015年初開催の国際マラソン「金沢マラソン」を盛り上げるため、公式応援ソング「風になれ」を制作。PRイベントやテレビ、ラジオ等の広報番組、大会当日のスタート・ゴール地点にて披露する。

### 2015年
- 「金沢マラソン」の公式応援ソング「風になれ」を制作した功績が認められ、石川県金沢市、山野之義市長より感謝状を受領する[2]。
- 地域に根ざした音楽活動の集大成！ツエーゲン金沢公式応援ソング「I♥金沢～ツエーゲンのテーマ～」、北陸新幹線金沢開業PRソング「I♥石川～かがやき～」の2枚のシングルCDを同時リリース。
- 「北陸地域いしかわ観光特使研修会・交流会」にてシアスタの音楽活動を報告。石川県、谷本正憲県知事と官民一体となりいしかわの魅力を全国に発信していく事を約束。
- 祝☆北陸新幹線開業！念願の開業に湧く金沢の各地で、シアスタのステージが展開。開業に合わせて、シアスタの楽曲が車内BGMの金沢周遊バス「まちバス」の運行開始。
- J2リーグに昇格した地元のプロサッカーチーム「ツエーゲン金沢」の記念すべきホーム開幕戦にて、公式応援ソング「ツエーゲンのテーマ」をサポーターと熱唱。
- TOKYO FMをキー局とする全国のJFN加盟のFM局38局で放送中のラジオ番組、坂本美雨の「ディア・フレンズ」にゲスト出演。全国ネットで「かがやき」と「ツエーゲンのテーマ」オンエアー[5]。
- 石川県出身の東大生、石川県学生会がプロジェクトの中心となり、北陸新幹線開業PRを目的とした映像作品「北陸新幹線金沢開業PRソング～かがやき～ミュージックビデオ」を制作。「第88回 東京大学五月祭」にて公表され、石川県の公式ホームページにて放映が開始される。
- 「第64回 金沢百万石まつり」の百万石行列に、「金沢マラソン 2015」のPR団として参加。大会アンバサダーに就任したロンドン五輪柔道女子金メダリストの松本薫選手と、シアスタメンバーが一緒に行進パレードに参加。
- 石川県と石川県人会の主催で開催された、「第3回 いしかわ百万石の集い」に参加。ハイアットリージェンシー東京の舞台にて、ひゃくまんさん、石川県学生会の面々と熱演。
- 株式会社TSUTAYA北信越カンパニーとの共同プロジェクト、無料レンタルCD「シアスタ ０」と、レンタル開始に伴うインストアLIVEツアーを実施。（北陸TSUTAYA10店舗）金沢店にて一日店長を務める。
- bjリーグに加盟した石川県のプロバスケットボールチーム「金沢武士団」の音楽プロデューサーに中新賢人が就任。開幕とチームを盛り上げるべく、バンド「SAMURAIZ」を結成。
- 楽器メーカー「シェクター(SCHECTER GUITAR RESERCH)」とモニター契約を結ぶ。メンバー各自がこだわり抜いたオリジナルモデルを製作し発表する。
- 4thアルバム「Seattle Standard Café 4」をアンサー・エンタテインメントより全国発売。数々の地元タイアップ楽曲と、北陸にゆかりのあるミュージシャンの方々からの楽曲提供を収録したベスト盤的なアルバムで話題となる[13]。
- 金沢マラソン初開催。西部緑地公園陸上競技場のゴール地点にて、大会のテーマソング「風になれ」を熱唱。
- 一年を締めくくる「シアスタ大感謝祭 2015」を開催。「ツエーゲン金沢」や「金沢武士団」、「金沢マラソン」チームが一堂に会する一大イベント。満員御礼。

### 2017年
- 1976年の金沢で、夢を追い掛ける若者たちを描く舞台「ロンリートランシーバー1976/2016」で、中新賢人が主演を務める。中新は俳優デビューとなる[14]。

### 2018年
- 1961年創業、北陸の地で絶大な支持を集める金沢カレーの元祖、カレーのチャンピオンのテーマソング「チャンカレのテーマ」を担当[4]。

### 2019年
- 5月29日、5thアルバム「Seattle Standard Café 5」をアンサー・エンタテインメントよりリリース。13曲無料ダウンロードを実施。